# إدارة فالي
إدارة فالي (بالإنجليزية: Valle Department)‏ هي إدارة في هندوراس، تتبع هندوراس، بلغ عدد سكانها 174٬511 نسمة، في 2013، عاصمتها ناكاومي، تبلغ مساحتها 1٬665٫0 كيلومتر مربع، رمزها البريدي هو 52101.

## أعلام
- خوسيه ألفريدو سافيدرا